# Poluniivka, Orjîțea
Poluniivka (în ucraineană Полуніївка) este un sat în comuna Raiozero din raionul Orjîțea, regiunea Poltava, Ucraina.

## Demografie
Componența lingvistică a localității Poluniivka
     Ucraineană (96,4%)
     Rusă (3,6%)
Conform recensământului din 2001, majoritatea populației localității Poluniivka era vorbitoare de ucraineană (96,4%), existând în minoritate și vorbitori de rusă (3,6%).